# Sự thành lập của Roma

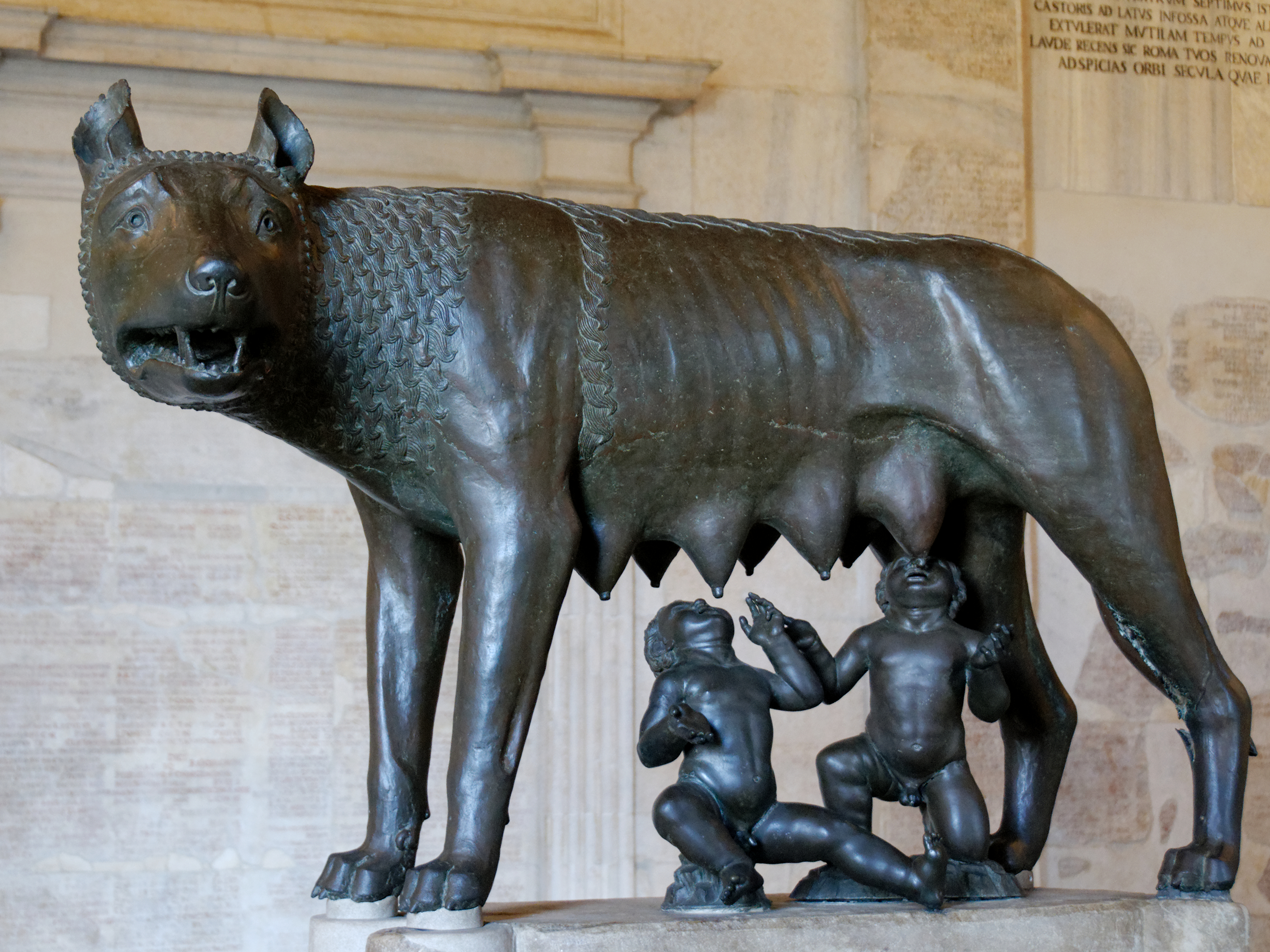
Chó sói đồi Capitoline, tác phẩm điêu khắc về con sói cái đang cho cặp song sinh Romulus và Remus bú, đây là hình tượng nổi tiếng nhất có liên quan đến sự thành lập của Roma

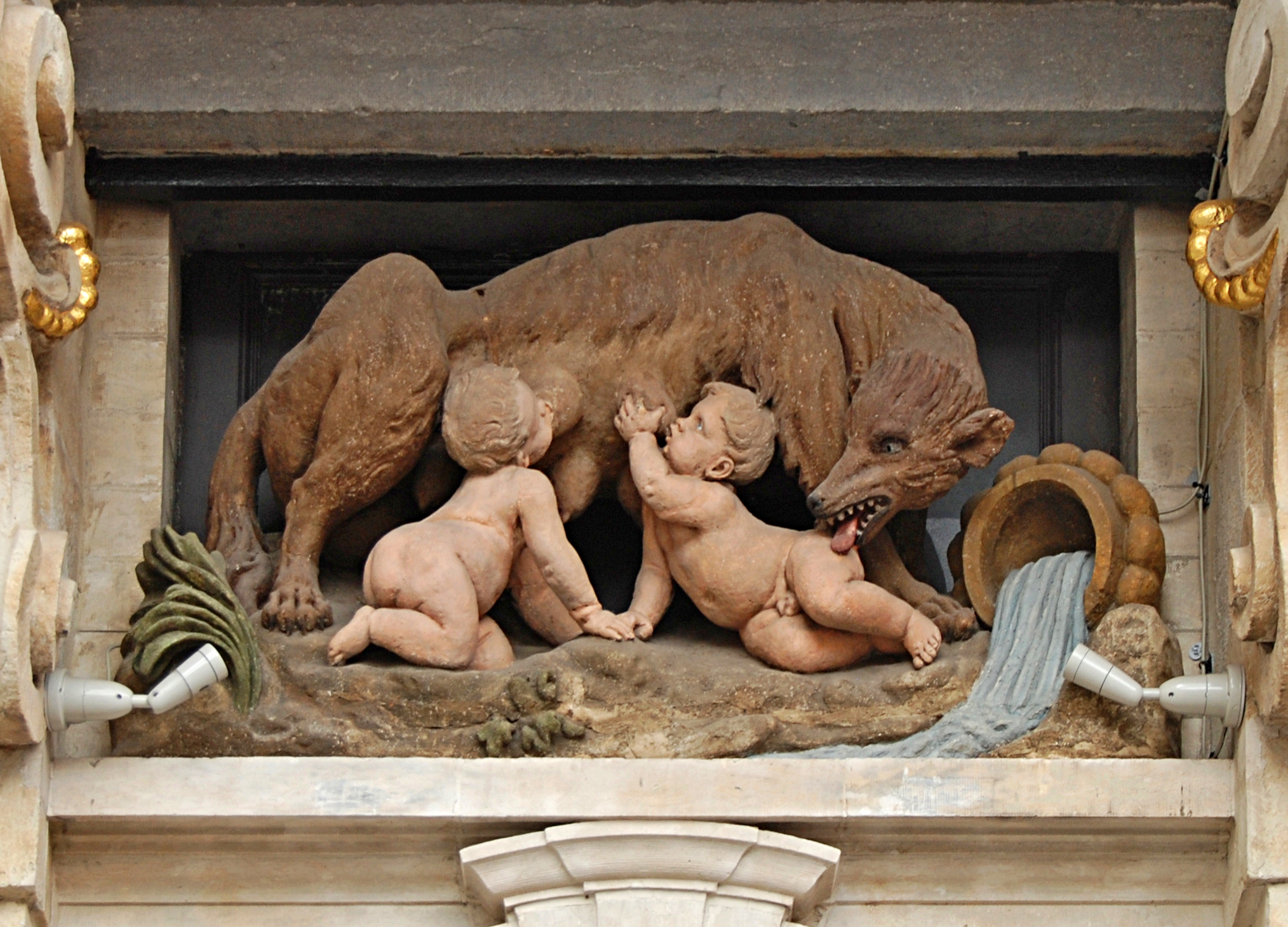
Romulus và Remus trên Tòa nhà Sói cái tại Quảng trường Lớn ở Brussels.

Câu chuyện về sự thành lập của Roma được kể lại chi tiết trong các câu chuyện truyền thống do chính bản thân những người La Mã truyền lại giữ vai trò là lịch sử sở khởi về thành phố của họ xét về mặt truyền thuyết và thần thoại. Câu chuyện thần thoại quen thuộc nhất trong số này và có lẽ là nổi tiếng nhất trong tất cả các câu chuyện thần thoại La Mã đó là câu chuyện về Romulus và Remus, cặp song sinh được một con sói cái nuôi nấng khi họ còn thơ ấu vào thế kỷ thứ 8 TCN. Một câu chuyện khác với bối cảnh sớm hơn tuyên bố rằng người La Mã là hậu duệ của vị anh hùng của cuộc chiến tranh Troia là Aeneas, ông ta đã di cư tới Ý sau cuộc chiến tranh này và người con trai của ông, Iulus, chính là ông tổ của dòng họ Julius Caesar. Bằng chứng khảo cổ học về sự hiện diện của con người tại khu vực ngày nay là Rome, Ý có niên đại là từ 14,000 năm trước.

## Các thần thoại thành lập và nguồn

### Aeneas

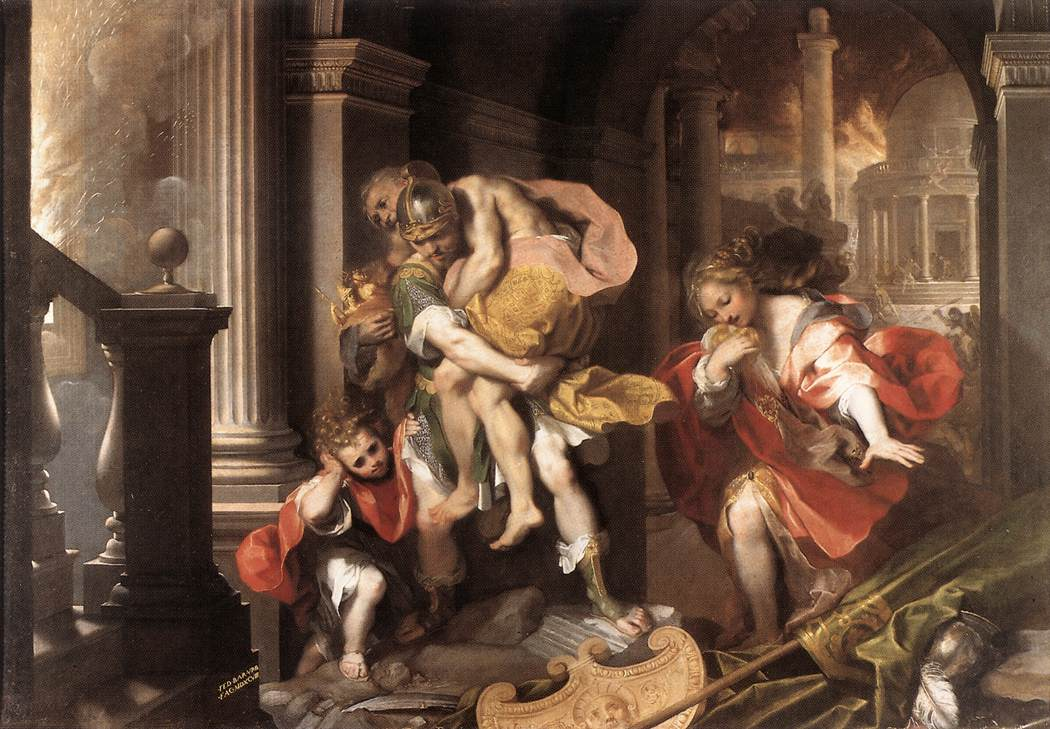
Aeneas trốn khỏi thành Troia, tranh của Federico Barocci, năm 1598. Galleria Borghese, Rome.

Tác phẩm sử thi thần thoại về Rome, Aeneis của Vergilius, kể lại câu chuyện về chặng đường đặt chân đến đất Ý của vị hoàng tử thành Troia là Aeneas. Tác phẩm Aeneis được sáng tác dưới thời Augustus, ông đã tuyên bố mình thuộc dòng dõi của Aeneas và mẹ của ông ta là nữ thần Venus thông qua Julius Caesar. Theo tác phẩm Aeneis, những người sống sót từ thành Troia đã tụ họp lại với nhau dưới quyền của Aeneas và trải qua một loạt các cuộc phiêu lưu vòng quanh khu vực biển Địa Trung Hải bao gồm cả một giai đoạn dừng chân tại thành Carthage dưới sự cai trị của nữ vương Dido, họ cuối cùng cũng đã tới được bờ biển của Ý. Những người Troia được cho là đã đặt chân tới một khu vực nằm giữa Anzio ngày nay và Fiumicino, phía tây nam của Rome, có lẽ là tại Laurentum hoặc theo các phiên bản khác là tại Lavinium, một vùng đất được đặt tên theo tên của Lavinia, con gái của vua Latinus, bà sau này đã cưới Aeneas. Điều này đã bắt đầu một loạt các cuộc xung đột vũ trang với Turnus mà liên quan tới việc kết hôn của Lavinia. Trước khi Aeneas đặt chân tới, Turnus đã đính ước với Lavinia, nhưng sau đó khi Aeneas kết hôn với bà, chiến tranh đã nổ ra. Aeneas đã chiến thắng cuộc chiến và giết chết Turnus. Người Troia đã được phép ở lại và đồng hóa với cư dân bản địa. Người con trai của Aeneas tên là Ascanius, ông ta còn được gọi là Iulus, đã tiếp tục thành lập nên thành phố Alba Longa và dòng dõi các vị vua Alban đã lấp đầy khoảng trống thời gian giữa câu chuyện truyền thuyết về những người Troia và sự thành lập theo truyền thống của Roma vào thế kỷ thứ 8 TCN.
Vào khoảng gần cuối dòng dõi này, vua Procas là cha của Numitor và Amulius. Sau khi Procas qua đời, Numitor đã trở thành vua của Alba Longa, thế nhưng Amulius đã lật đổ và giam cầm ông; ông ta còn ép người con gái của Numitor là Rhea Silvia trở thành một nữ tư tế đồng trinh của thần Vesta.

### Romulus và Remus
Câu chuyện thần thoại của Aeneas có nguồn gốc từ Hy Lạp và nó phải hòa hợp với câu chuyện thần thoại của Ý về Romulus và Remus. Họ được cho là những người con trai của Rhea Silvia với Mars, thần chiến tranh, hoặc là với người anh hùng bán thần Hercules. Họ bị bỏ rơi sau khi sinh ra giống với những câu truyện của các anh hùng thần thoại, bởi vì một lời tiên tri rằng họ sẽ lật đổ ông chú Amulius của mình, ông ta trước đó đã lật đổ người cha của Silvia là Numitor. Những người hầu đã bỏ rơi cặp song sinh bên dòng sông Tiber bất chấp mệnh lệnh là phải giết họ. Một con sói cái đã nuôi dưỡng cặp song sinh cho tới khi một người chăn cừu tên là Faustulus tìm thấy hai đứa trẻ và nhận họ làm con nuôi. Faustulus và vợ của ông ta là Acca Larentia sau đó đã nuôi dạy hai đứa trẻ. Khi Remus và Romulus trưởng thành, họ đã giết chết Amulius và khôi phục lại ngôi vua cho Numitor. Tiếp đó, họ quyết định xây dựng một thành phố mới; Tuy nhiên họ đã bất hòa với nhau vì Romulus muốn xây dựng ở trên đồi Palatine, trong khi Remus lại muốn xây dựng ở trên đồi Aventine, điều này chỉ kết thúc khi Romulus giết chết người em trai của mình. Vì thế, Roma đã bắt đầu bằng một trận chiến huynh đệ tương tàn, câu chuyện trên sau này đã được sử dụng để đại diện cho lịch sử xung đột chính trị tương tàn và đẫm máu của thành phố.

### Strabo
Strabo viết rằng còn một câu chuyện cổ xưa hơn về sự thành lập của thành Roma, nó còn lâu đời hơn các câu chuyện khác được ông ta nhắc đến. Theo câu chuyện này thì thành phố là một thuộc địa của người Arcadia và được Euandros thành lập nên. Strabo cũng còn viết rằng Lucius Coelius Antipater tin là Roma đã được người Hy Lạp thành lập.

### Dionysios của Halicarnassos
Dionysios của Halicarnassos viết rằng những cư dân đầu tiên đặt chân đến vùng đất mà sau này trở thành thành phố Roma là người Aborigines, họ đã đánh đuổi người Sicels khỏi nơi này, và những người đến từ Arcadia, tiếp sau đó là người Pelasgos đến từ Thessaly. Làn sóng thứ ba là từ những người đi theo Euandros tới Ý từ Pallantium ở Arcadia; tiếp đó là người Epea đến từ Elis và người Pheneat từ Pheneus, họ là một phần của đạo quân dưới sự chỉ huy của Heracles đã quyết định ở lại nơi này khi đang trên đường quay về từ cuộc viễn chinh ở Erytheia, trong đội ngũ này cũng có một phần binh sĩ là người Troia. Cuối cùng là những người Troia đã trốn thoát cùng với Aeneas từ Ilium, Dardanos, và các thành phố khác của người Troia. Dionysios cũng đề cập rằng người Troia cũng là những người Hy Lạp có nguồn gốc từ khu vực Peloponnesos. Ông ta còn nói thêm rằng ngay cả người La Mã cũng tuyên bố là Pallantium được những người Hy Lạp đến từ Pallantium của Arcadia thành lập khoảng 60 năm trước khi cuộc chiến tranh thành Troia nổ ra và người lãnh đạo của họ là Euandros.
Dưới thời thế hệ thứ 16 kể từ cuộc chiến tranh thành Troia, người Alban đã hợp nhất những vùng đất này thành một khu định cư, họ xây dựng một bức tường thành và một con mương bao quanh mình. Người Alban là một quốc gia hỗn tạp được tạo thành từ các dân tộc kể trên. Dionysios còn nói thêm là có khả năng rằng một bộ phận người rợ từ những dân tộc láng giếng hoặc tàn dư của các cư dân cổ đại của vùng đất này đã hòa quyện với người Hy Lạp. Tất cả bọn họ đều được gọi bằng một cái tên chung là người Latinh theo tên của Latinus, người từng là vua của vùng đất này. Những người lãnh đạo của khu thuộc địa là hai anh em song sinh Romulus và Remus.

### Những thần thoại khác
Một câu chuyện khác thì lại kể rằng Romos, một người con trai của Odysseus và Circe, mới là người đã thành lập nên thành Roma. Martin P. Nilsson suy đoán rằng câu truyện cổ xưa này đã trở thành một trở ngại lớn khi mà Roma trở nên hùng mạnh hơn và căng thẳng với người Hy Lạp đã ngày càng tăng. Trở thành hậu duệ của người Hy Lạp không còn thích hợp nữa và vì thế người La Mã đã sử dụng câu chuyện thần thoại sáng lập bởi người Troia để thay thế. Nilsson còn suy đoán thêm rằng cái tên Romos đã được người La Mã đổi thành  tên gọi bản địa là Romulus, thế nhưng cái tên Romos (sau này được đổi thành tên gọi bản địa là Remus) chưa bao giờ bị người dân quên lãng và vì thế hai tên gọi này đã được sử dụng bên cạnh nhau với vai trò là những người sáng lập nên thành phố.
Hơn nữa, trong tác phẩm trào phúng của mình có tên là "Các Caesar", hoàng đế Julianus đã mô tả một cuộc tranh luận giữa các vị cựu hoàng đế La Mã và Alexandros Đại đế đã được mời đến để làm một khách mời đặc biệt dưới sự chứng kiến của các vị thần và Alexandros đã nói rằng: "Ta biết rằng bản thân những người La Mã các ngươi là hậu duệ của người Hy Lạp,..."

## Niên đại
Người La Mã cổ đại nhớ chắc chắn về ngày thành lập của Roma: Ngày 21 tháng 4, ngày diễn ra lễ hội thiêng liêng của thần Pales, nữ thần của những người chăn cừu, vào ngày này họ tổ chức lễ hội Par ilia (hoặc Palilia). Tuy nhiên họ lại không biết hoặc không chắc chắn về năm thành lập của thành phố; đây là một trong những lý do họ thích xác định năm của họ theo từng chấp chính quan đương chức thay vì sử dụng công thức A.U.C. hoặc Ab Urbe Condita. Các tác giả cổ đại đã đưa ra một số niên đại và Dionysios của Halicarnassos đã ghi lại chúng: Sử gia người Hy Lạp là Timaeos, một trong những tác giả đầu tiên viết một tác phẩm lịch sử mà nhắc đến cả người La Mã, tuyên bố rằng Roma được thành lập trước kỳ Thế vận hội đầu tiên 38 năm tức là vào năm 814/3 TCN; Quintus Fabius Pictor, người La Mã đầu tiên viết lịch sử dân tộc mình bằng tiếng Hy Lạp, tuyên bố rằng Roma được thành lập vào năm đầu tiên của kỳ Thế vận hội lần thứ 8 tức là vào năm 748/7 TCN; Lucius Cincius Alimentus tuyên bố rằng Roma được thành lập vào năm thứ tư của kỳ Thế vận hội thứ 12, tức là năm 729/8 TCB; và Cato Già tin rằng Roma được thành lập 432 năm sau cuộc chiến tranh thành Troia, theo Dionysios thì nó tương đương với năm đầu tiên của kỳ Thế vận hội lần thứ 7 tức là vào năm 752/1 TCN. Bản thân Dionysios cũng đã thực hiện các phép tính cho thấy rằng Roma được thành lập vào năm 751 TCN, ông ta bắt đầu bằng sự kiện  trận sông Allia được ông ta xác định là diễn ra vào năm đầu tiên của kỳ Thế vận hội thứ 98 tức là vào năm 388/7 TCN, tiếp đó là cộng thêm 120 năm để tới thời điểm của các vị chấp chính đầu tiên, Junius Brutus và Tarquinius Collatinus, tức là năm 508/7 TCN, tiếp đó ông ta cộng thêm tổng toàn bộ thời gian cai trị của các vị vua thành Roma (244 năm) để đạt tới niên đại của mình là năm 751 TCN. Ngay cả Fasti Capitolini chính thức cũng cung cấp niên đại của riêng nó là vào năm 752 TCN.
Niên đại thông dụng nhất được sử dụng cho sự thành lập của Roma là năm 752 TCN, nó được bắt nguồn từ nhà sưu tập đồ cổ người La Mã là Titus Pomponius Atticus và được Marcus Terentius Varro chấp thuận, niên đại này đã trở thành một phần của cái được gọi là biên niên sử Varro. Một giai thoại trong tác phẩm của Plutarch thuật lại rằng nhà thiên văn Lucius Tarrutius của Firmum đưa ra một lập luận dựa trên một hiện tượng nhật thực không có thật và những chi tiết thiên văn sai lầm khác rằng Roma được thành lập vào năm 753 TCN, điều này cho thấy nó là niên đại được chấp thuận phổ biến nhất.

## Tên gọi Roma
Hiện vẫn chưa có đồng thuận về từ nguyên đối với tên gọi của thành phố. Jean-Jacques Rousseau (1712–1778) đã đề xuất tên gọi theo tiếng Hy Lạp "ῥώμη" (rhōmē), nó có nghĩa là "sức mạnh, sự mãnh liệt".  Một giả thuyết từ nguyên học hiện đại cho rằng tên gọi của thành phố có nguồn gốc từ tiếng Etrusca (và có lẽ là cả bản thân thành phố, mặc dù vậy điều này vẫn chưa được chứng minh), nó bắt nguồn từ từ rumon, "con sông".